# Luganosøen
Luganosøen (på italiensk Lago di Lugano) er en sø i det sydøstlige Schweiz, på grænsen mellem Schweiz og Italien. Søen, der har navn efter byen Lugano, ligger mellem Lago Maggiore og Comosøen. 
I 1848 byggedes Melide-dæmningen på en moræne mellem Melide og Bissone. A2 motorvejen og Gotthard jernbanerne krydser søen her, forbindende Lugano med Chiasso. Dæmningen deler søen i et nordligt bassin på 27.5 km² og et sydligt på 21.4 km². Gennemløbstiden på 11,9 år i det nordlige bassin er betydeligt højere end det sydliges 2,3 år. (8,2 år i gennemsnit). Den territoriale fordeling er således, at 63% af søen er schweizisk, mens de resterende 27% tilhører Italien.

## Rundt om søen
Byer og bebyggelser rundt om søen, både i Schweiz (CH) og i Italien (I), begyndende med Lugano og derfra i solens retning:
- Lugano (CH)
- Cassarate (CH)
- Castagnola (CH)
- Gandria (CH)
- Oria (I)
- Valsolda (I)
- San Mamete (I)
- Cressogno (I)
- Cima
- Porlezza (I)
- Claino con Osteno (I)
- Caprino (CH)
- Campione d'Italia (I)
- Bissone (CH)
- Maroggia (CH)
- Melano (CH)
- Capolago (CH)
- Riva San Vitale (CH)
- Brusino-Arsizio (CH)
- Porto Ceresio (I)
- Brusimpiano (I)
- Lavena Ponte Tresa (I)
- Ponte Tresa (I/CH)
- Caslano (CH)
- Magliaso (CH)
- Agno (CH)
- Agnuzzo (CH)
- Montagnola (CH)
- Carabietta (CH)
- Figino (CH)
- Morcote (CH)
- Melide (CH)
- Paradiso (CH)

45°59′N 8°58′Ø / 45.983°N 8.967°Ø